# NHL Amateur Draft 1976
Der NHL Amateur Draft 1976, die jährliche Talentziehung der National Hockey League, fand am 15. Juni 1976 im Büro der NHL im kanadischen Montreal in der Provinz Québec statt.
Insgesamt wurden 135 Spieler in 15 Runden gezogen, wobei in den letzten Runden nur noch wenige Teams Spieler auswählten und ab der neunten Runde lediglich die Montréal Canadiens und St. Louis Blues weitere Spieler zogen. Der Top-Draftpick Rick Green brachte es nicht zwar nicht zu großer Berühmtheit, aber er spielte eine lange Karriere mit über 800 Spielen in der NHL. Nur drei Spieler brachten es auf mehr Einsätze. Zum Star der St. Louis Blues brachte es Bernie Federko, der in Diensten des Teams mehr als 1000 Scorerpunkte erzielte. Mit Björn Johansson holten die California Golden Seals als erstes Team der Draft-Geschichte einen Europäer in der ersten Runde. Mit Jacques Soguel in der achten Runde wurde auch erstmals ein Schweizer im Draft gezogen.

## Draftergebnis
| Pick                           | Spieler                 | Land               | NHL-Team                | College-/ Junioren-/ Profi-Team       |
| 1. Runde                       | 1. Runde                | 1. Runde           | 1. Runde                | 1. Runde                              |
| ------------------------------ | ----------------------- | ------------------ | ----------------------- | ------------------------------------- |
| 1.                             | Rick Green (D)          | Kanada             | Washington Capitals     | London Knights (OMJHL)                |
| 2.                             | Blair Chapman (RW)      | Kanada             | Pittsburgh Penguins     | Saskatoon Blades (WCHL)               |
| 3.                             | Glen Sharpley (C)       | Kanada             | Minnesota North Stars   | Hull Festivals (QMJHL)                |
| 4.                             | Fred Williams (C)       | Kanada             | Detroit Red Wings       | Saskatoon Blades (WCHL)               |
| 5.                             | Björn Johansson (D)     | Schweden           | California Golden Seals | Södertälje SK                         |
| 6.                             | Don Murdoch (RW)        | Kanada             | New York Rangers        | Medicine Hat Tigers (WCHL)            |
| 7.                             | Bernie Federko (C)      | Kanada             | St. Louis Blues         | Saskatoon Blades (WCHL)               |
| 8.                             | David Shand (D)         | Kanada             | Atlanta Flames          | Peterborough Petes (OMJHL)            |
| 9.                             | Réal Cloutier (RW)      | Kanada             | Chicago Black Hawks     | Québec Nordiques (WHA)                |
| 10.                            | Harold Phillipoff (LW)  | Kanada             | Atlanta Flames          | New Westminster Bruins (WCHL)         |
| Weitere erwähnenswerte Spieler |                         |                    |                         |                                       |
| 12.                            | Peter John Lee (LW)     | Kanada             | Montréal Canadiens      | Ottawa 67’s (OMJHL)                   |
| 13.                            | Rod Schutt (LW)         | Kanada             | Montréal Canadiens      | Sudbury Wolves (OMJHL)                |
| 15.                            | Greg Carroll (C)        | Kanada             | Washington Capitals     | Medicine Hat Tigers (WCHL)            |
| 17.                            | Mark Suzor (D)          | Kanada             | Philadelphia Flyers     | Kingston Canadians (OMJHL)            |
| 2. Runde                       |                         |                    |                         |                                       |
| 19.                            | Greg Malone (C)         | Kanada             | Pittsburgh Penguins     | Oshawa Generals (OMJHL)               |
| 20.                            | Brian Sutter (LW)       | Kanada             | St. Louis Blues         | Lethbridge Broncos (WCHL)             |
| 21.                            | Steve Clippingdale (LW) | Kanada             | Los Angeles Kings       | New Westminster Bruins (WCHL)         |
| 22.                            | Reed Larson (D)         | Vereinigte Staaten | Detroit Red Wings       | University of Minnesota (WCHA)        |
| 24.                            | Dave Farrish (D)        | Kanada             | New York Rangers        | Sudbury Wolves (OMJHL)                |
| 26.                            | Bob Manno (F)           | Kanada             | Vancouver Canucks       | St. Catharines Black Hawks (OMJHL)    |
| 30.                            | Randy Carlyle (D)       | Kanada             | Toronto Maple Leafs     | Sudbury Wolves (OMJHL)                |
| 32.                            | Mike Kaszycki (C)       | Kanada             | New York Islanders      | Sault Ste. Marie Greyhounds (OMJHL)   |
| 35.                            | Drew Callander (C)      | Kanada             | Philadelphia Flyers     | Regina Pats (WCHL)                    |
| 36.                            | Barry Melrose (D)       | Kanada             | Montréal Canadiens      | Kamloops Chiefs (WCHL)                |
| 3. Runde                       |                         |                    |                         |                                       |
| 37.                            | Tom Rowe (RW)           | Vereinigte Staaten | Washington Capitals     | London Knights (OMJHL)                |
| 39.                            | Don Jackson (D)         | Vereinigte Staaten | Minnesota North Stars   | University of Notre Dame (WCHA)       |
| 41.                            | Mike Fidler (LW)        | Vereinigte Staaten | California Golden Seals | Boston University (ECAC)              |
| 42.                            | Mike McEwen (D)         | Kanada             | New York Rangers        | Toronto Marlboros (OMJHL)             |
| 47.                            | Morris Lukowich (LW)    | Kanada             | Pittsburgh Penguins     | Medicine Hat Tigers (WCHL)            |
| 51.                            | Ron Zanussi (RW)        | Kanada             | Minnesota North Stars   | London Knights (OMJHL)                |
| 54.                            | Bill Baker (D)          | Vereinigte Staaten | Montréal Canadiens      | University of Minnesota (WCHA)        |
| 4. Runde                       |                         |                    |                         |                                       |
| 56.                            | Mike Liut (G)           | Kanada             | St. Louis Blues         | Bowling Green State University (NCAA) |
| 64.                            | Kent Nilsson (C)        | Schweden           | Atlanta Flames          | Djurgårdens IF                        |
| 68.                            | Ken Morrow (D)          | Vereinigte Staaten | New York Islanders      | Bowling Green State University (CCHA) |
| 5. Runde                       |                         |                    |                         |                                       |
| 77.                            | Darcy Regier (D)        | Kanada             | California Golden Seals | Lethbridge Broncos (WCHL)             |
| 85.                            | Rob Palmer (D)          | Kanada             | Los Angeles Kings       | University of Michigan (WCHA)         |
| 6. Runde                       |                         |                    |                         |                                       |
| 91.                            | Jim Bedard (G)          | Kanada             | Washington Capitals     | Sudbury Wolves (OMJHL)                |
| 102.                           | Dan Djakalovic (F)      | Kanada             | Toronto Maple Leafs     | Kitchener Rangers (OMJHL)             |
| 7. Runde                       |                         |                    |                         |                                       |
| 118.                           | Richmond Gosselin (F)   | Kanada             | Montréal Canadiens      | Flin Flon Bombers (WCHL)              |
| 8. Runde                       |                         |                    |                         |                                       |
| 121.                           | Jacques Soguel (F)      | Schweiz            | St. Louis Blues         | HC Davos                              |
| 13. Runde                      |                         |                    |                         |                                       |
| 162.                           | Ron Wilson (C)          | Kanada             | Montréal Canadiens      | St. Catharines Black Hawks (OMJHL)    |